# Shigeyoshi Inoue (Chemiker)
Shigeyoshi Inoue (* 1980) ist ein japanischer Chemiker (Anorganische Chemie).
Inoue studierte an der Universität Tsukuba, an der er 2008 bei Akira Sekiguchi promoviert wurde. Als Post-Doktorand war er bis 2010 als Stipendiat der Alexander-von-Humboldt-Stiftung und der Japan Society for the Promotion of Science bei Matthias Drieß an der TU Berlin. Dort war er 2010 bis 2015 Sofja Kovalevskaja Gruppenleiter und Gastprofessor. 2015 wurde er Professor für Siliciumchemie an der TU München.
Er forscht über die Chemie niedervalenter Hauptgruppenelementverbindungen, besonders der Borgruppe, der Silicium/Kohlenstoff-Gruppe und der Stickstoff-Phosphor-Gruppe (Reaktivitäten, spezielle Anwendungen in der Synthese) und speziell der niedrig koordinierten Siliciumverbindungen.
2016 erhielt er den Chemie-Preis der Akademie der Wissenschaften zu Göttingen für  Beiträge zur Chemie niedervalenter Verbindungen von Hauptelementen, speziell Silicium (Laudatio).  2017 erhielt er den Carl-Duisberg-Gedächtnispreis, 2020 den Eugen-und-Ilse-Seibold-Preis.